# NGC 2303
NGC 2303 ist eine elliptische Galaxie vom Hubble-Typ E im Sternbild Auriga am Nordsternhimmel. Sie ist schätzungsweise 265 Millionen Lichtjahre von der Milchstraße entfernt.
Das Objekt wurde am 24. November 1886 von Lewis Swift entdeckt.